# Wideboys
The Wideboys est un groupe britannique de musique house originaire de Portsmouth composé de Jim Sullivan et Eddie Craig.

## Discographie

### Album de compilations
- Ministry of Sound - Addicted to Bass 2009
- Ministry of Sound - Addicted to Bass Winter 2009
- Ministry of Sound - Addicted to Bass 2010
- Ministry of Sound - Addicted to Bass Winter 2010
- Ministry of Sound - Addicted to Bass 2011
- Ministry of Sound - Addicted to Bass Classics
- Ministry of Sound - Addicted to Bass 2012
- Ministry of Sound - Garage Classics
- Ministry of Sound - Garage Classics Volume II: Summer Edition
- Ministry of Sound - Maximum Bass 2007

### Singles
- All I Wanna Do (12") 1998
- Stand And Deliver (12") 1999
- Whats On Your Mind (12") 1999
- Crazy Nights (12") 2000
- Don't Waste My Time (12") 2000
- Girl In A Dream / Who In The Funk (12") 2000
- Heartache (12", Promo, W/Lbl) 2000
- Something's Got Me Started (12") 2000
- Westside (12") 2000
- Keep It Together (12") 2001
- Knightrider (12") 2001
- Sambuca (12") 2001
- Sambuca (CD, Maxi) 2001
- Sambuca (CD, Single) 2001
- Sambucca (12") 2001
- She's The One (12") 2001
- Step Step Slide (12") 2001
- Your Mine (12") 2001
- Breakin' (12") 2002
- Get On Up (12") 2002
- Head 2 Head EP (12") 2003
- Heartache (12") 2003
- Sleeping Around (12") 2003
- Submarine (12") 2003
- Training Day (12") 2003
- Westside (Revisited) (12") 2003
- Destination Weekend (12") 2004
- Feedback (Late Last Night) (12") 2004
- From The Archives EP (12") 2004
- Heartache (12") 2003
- It's A Love Thing (12") 2004
- The Freak (12") 2004
- Body Language (12") 2005
- I Think U Like It (12") 2005
- Music Is My Life (12") 2005
- Nothing But Trouble (12") 2005
- Pirate Selectas (Volume 1 & 2) (2xLP) 2005
- Girl Dem Shaker (12") 2006
- If You Wanna Party (Boogie Down)(12") 2006
- Naughty By Nature (12") 2006
- Pirate Selectas (Volume 3 & 4)(2xLP)2006
- U.K. Shakedown (12", Smplr) 2006
- Walking With An Angel (12") 2006
- Bomb The Secret (12", Promo) 2007
- Heartache (Dirty Sax Dub) (File, MP3, 320) 2007
- Heartache (Holden Bro's Vocal Remix) (File, MP3, 320) 2007
- Heartache (Ruff 2-Step Dub 2001) (File, MP3, 320) 2007
- Heartache (Ruff 2-Step Dub 99') (File, MP3, 320) 2007
- Hooligan (12")2007
- I Think U Like It (Bonus 4x4 Mix) (File, MP3, 320) 2007
- It's A Love Thang (Dub) (File, MP3, 320) 2007
- Naughty By Nature (Dub Mix) (File, MP3, 320) 2007
- Sambuca 2006 (12") 2007
- Snowflake (12") (as Garage Jams) 2007
- U.K. Shakedown (Electro House) (File, MP3, 320) 2007
- Walking With An Angel (Frozen Dub) (File, MP3, 320) 2007
- What You're Thinking (12")2007
- Daddy O featuring Shaznay Lewis (File, MP3, 320, CD Single) 2008 UK #32
- Sambuca 2008 (CD, Maxi)
- In the V.I.P featuring Majestic, Boy Better Know & B-live 2010
- Shopaholic featuring Sway & McLean 2011
- Reach Out Now featuring Clare Evers 2011
- The Whipper Snapper EP (as Project Bassline) 2012
- The Word 2012

## Remixes
Les chansons suivantes sont remixées sous le pseudo Wideboys sauf si un autre pseudo est indiqué.
2000:
- All Saints - Black Coffee
- All Saints - I Know Where It's At
- Artful Dodger - Woman Trouble
- Artful Dodger featuring Craig David - Re-Rewind
- Artful Dodger featuring Lifford - Please Don't Turn Me On
- Cherie Amore - I Don't Want Nobody (Tellin' Me What To Do)
- Robbie Craig & Gerideau - Who's the Better Man
- Scott And Leon - You Used To Hold Me
- Shanks & Bigfoot - Sing-A-Long
- Tru Faith & Dub Conspiracy - Freak Like Me
- United Grooves Collective featuring Shelly - Glad You Came to Me

2001:
- Artful Dodger featuring Craig David - What You Gonna Do?
- Dreem Teem vs Artful Dodger - It Ain't Enough
- Ed Case featuring Sweetie Irie - Who?
- Liberty X - Thinking It Over
- Sticky featuring Ms. Dynamite - Booo!

2002:
- Liberty X - Doin' It
- Liberty X - Got to Have Your Love

2003:
- Jaheim - Just in Case

2004:
- KJ - Shakin' That

2005:
- MJ Cole & Wideboys - Nothing but Trouble

2007:
- Bob Sinclar presents Fireball - What I Want
- Ciara - Can't Leave You Alone
- Fedde le Grand - Put Your Hands Up For Detroit
- Filly - Sweat (The Drip Drop Song)
- Jody Watley - I Want Your Love
- Just Jack - No Time
- Rihanna - Don't Stop the Music
- Rihanna - Question Existing
- Rihanna - Shut Up and Drive
- Speakerbox featuring Michelle Shaprow - Time
- Sugababes - Change
- T2 - Heartbroken

2008:
- Alicia Keys - Teenage Love Affair
- Anusha - Have It All
- Basshunter - All I Ever Wanted
- Basshunter - Please Don't Go
- Britney Spears - Break the Ice
- Cahill featuring Nikki Belle  - Trippin' On You
- Cascada - Faded
- Christian George - Strangers
- Dawood & Knight featuring Jodie Connor - Love of My Life
- Delinquent featuring Kcat - My Destiny
- De'Lacy - Hideaway
- DJ Q & MC Bonez - You Wot!
- Duke - So In Love With You
- Eric Prydz - Call on Me
- Estelle - No Substitute Love
- Fragma - Toca's Miracle 2008
- Jaime Jay - To Make You Feel Alright
- Janet Jackson - Feedback
- Jaydee - Plastic Dreams
- Keri Hilson - Energy
- K-Klass - Getting Ready
- Keo Nozari - Rewind
- Little Jackie - The World Should Revolve Around Me
- LoveShy - AM to PM
- LoveShy - Got a Love for You
- Lloyd featuring Ludacris - How We Do It (Around My Way)
- Luigi Masi - Strobelight
- The Mac Project featuring Therese - Another Love
- Michelle Williams - We Break the Dawn
- Mobin Master - Show Me Love
- Miley Cyrus - See You Again
- N-Dubz - Ouch
- Pussycat Dolls - When I Grow Up
- Remady - Need 2 Say
- The Saturdays  - Up
- Seamus Haji & Paul Emanuel featuring Erire - Take Me Away 2008
- Shanie - Don't Give Me Your Life
- Snoop Dogg - Sensual Seduction
- Soulja Boy Tell 'Em featuring Arab - Yahhh!
- Taio Cruz - Come On Girl
- Tito Puente, Jr. - Oye Como Va
- Vula - If You Want It
- Westlife - Us Against the World

2009:
- Ace of Base - All That She Wants
- Bananarama - Love Comes
- The Black Eyed Peas - Boom Boom Pow
- Cascada - Dangerous
- Cascada - Evacuate The Dancefloor
- Cascada - Fever
- Demi Lovato - La La Land
- Duke - Save Me
- Gathania - Blame It On You
- Fe-Nix - Lady Baby
- Girls Aloud - The Loving Kind
- Haydon - Get Into U
- Ida Corr - Ride My Tempo
- Jessie James - Wanted
- Kristine W featuring Big Daddy Kane - The Power of Music
- Leann Rimes - Good Friend and a Glass of Wine
- Lily Allen - The Fear
- Little Boots - Remedy
- Lonnie Gordon - Catch You Baby
- Miley Cyrus - Party in the U.S.A.
- Natural Born Grooves - Candy on the Dancefloor
- Paradiso Girls featuring Lil Jon & Eve - Patrón Tequila
- Pussycat Dolls featuring Missy Elliott - Whatcha Think About That
- The Saturdays - Just Can't Get Enough
- September - Can't Get Over
- Stunt - I'll Be There
- Taio Cruz featuring Ludacris - Break Your Heart
- Tristan Garner featuring Crystal Waters - Gypsy Woman 2009
- Vanessa Amorosi - This Is Who I Am
- Wale featuring Lady Gaga - Chillin'

2010:
- Alex Gaudino featuring Maxine Ashley - I'm in Love (I Wanna Do It)
- Alexis Jordan - Happiness
- Alphabeat - Hole In My Heart
- Andy Bell - Call on Me (as Wyda Productions)
- BYOB - Peaches (as Project Bassline)
- Beverley Knight - Soul Survivor (as Wyda Productions)
- The Black Eyed Peas - The Time (Dirty Bit)
- Bob Taylor featuring Inna - Déjà Vu
- Cadence - I Surrender
- Cascada - Pyromania
- Christian TV - When She Turns 18
- Dee-Lux - Hot Hot Hot
- Digital Dog - Firing Line
- Elek-Tro Junkies feauring Therese - Neon Lights
- Example - Kickstarts
- Example - Won't Go Quietly
- Ezcapade - When the Beat Drops
- Fenech-Soler - Demons
- Gabriella Cilmi - On a Mission
- J. Pearl - It's Getting Physical
- James Blunt - Stay the Night
- Jason Derülo - In My Head
- Jason Derülo - The Sky's the Limit
- Jason Derülo - What If
- Jay Ko featuring Anya - One
- JLS - The Club Is Alive
- Katy Perry - Firework
- Labrinth - Let the Sun Shine
- Loick Essien - Love Drunk
- Miley Cyrus - Can't Be Tamed
- Mini Viva - One Touch
- Mishal Moore - It Ain't Over
- N.E.R.D. featuring Nelly Furtado - Hot N Fun
- Paul Harris featuring Deborah Ffrench - Sing Oh
- Professor Green featuring Lily Allen - Just Be Good to Green
- Rihanna - Rude Boy
- R.I.O. - Hot Girl
- Rox - My Baby Left Me
- Selena Gomez & the Scene - Round & Round
- The Ting Tings - Hands
- Wizard Sleeve - Get Down Tonight

2011:
- Aloe Blacc - Green Lights
- Alyssa Rubino - Keep On Dancing
- Andrea Rosario - We Own the Night
- Bella Vida - Kiss Kiss Me Bang Bang
- Breathe Carolina - Blackout
- Cascada - San Francisco
- Cher Lloyd - Swagger Jagger
- Cheryl Cole - The Flood
- The Collective - Teardrop
- Cover Drive - Lick Ya Down
- DaCav5 - Dirty Style
- Enrique Iglesias featuring Ludacris & DJ Frank E - Tonight (I'm Lovin' You)
- Example - Midnight Run
- Far East Movement featuring Ryan Tedder - Rocketeer
- Frisco Heat featuring Mitch Winehouse - Please Be Kind
- The Glam featuring Snoop Dogg & Coolio - One Night in L.A.: Gangsta Walk
- Grace - When the Lights Go Down
- Hollywood Undead - Comin' in Hot
- Jedward - Bad Behaviour
- JLS - Take a Chance On Me
- Klassify featuring Sensus & Devonne - Bounce
- Laura LaRue - San Francisco Is My Disco
- Laurent Wery featuring Swiftkid & Dev - Hey Hey Hey (Pop Another Bottle)
- LMFAO featuring Lauren Bennett & GoonRock - Party Rock Anthem
- Matt Zarley - WTF
- Naif featuring Gia Bella - It's All About the Music
- Nicole Scherzinger - Right There
- Parade - Louder
- Parade - Perfume
- Qwote featuring Pitbull & Lucenzo - Throw Your Hands Up (Dancar Kuduro)
- Stadium featuring Blue Pearl - Take My Breath Away
- Starboy Nathan - Diamonds
- Taio Cruz featuring Kylie Minogue - Higher
- Therese - Drop It Like It's Hot
- Wretch 32 featuring Example - Unorthodox

2012:
- Alex Saidac - Stay in This Moment
- Alexandra Burke featuring Erick Morillo - Elephant
- Beyoncé - End Of Time
- Breathe Carolina - Hit and Run
- Cheryl Cole - Call My Name
- Conor Maynard - Vegas Girl
- Emeli Sandé - My Kind of Love
- Elixia - All In
- Far East Movement featuring Justin Bieber - Live My Life
- Hadouken! - Bad Signal
- HeavyFeet & Nate James - Backfoot
- Kamaliya - Arrhythmia
- Kirsty B - Free of War
- Labrinth - Express Yourself
- Lawson - Taking Over Me
- Leelee featuring JimmyKlev - Looks Good on You
- Leon & Harvey featuring Lady Leshurr - Finally
- Machines Don't Care featuring Meleka - Beat Dun Drop
- Mike Lembo - Can't Come Down
- Nabiha - Never Played the Bass
- Nelly Furtado - Big Hoops (Bigger the Better)
- Pnau - Unite Us
- Surecut Kids featuring Belle Humble - Night Games (as Project Bassline)
- Will Young - I Just Want a Lover
- Wretch 32 featuring Ed Sheeran - Hush, Little Baby